# Дом С. М. Викулина
Дом С. М. Викулина — историческое здание в Опочке, Псковская область. Расположен на углу улиц Ленина и Пушкина (бывшие Великолуцкая и Никольская), современный адрес — улица Ленина, 23. Один первых каменных домов города, объект культурного наследия России регионального значения. 

## История
Дом купца Степана Михайловича Викулина построен в 1800-х годах – в завещательной духовной владельца (сентябрь 1800 года) сказано, что он «еще не сделан». Позднее дом принадлежал купцу Василию Силичу Селюгину, купившему его у вдовы Викулина Ольги Лукиничны.
По состоянию на 2023 год здание жилое, в удовлетворительном состоянии.

## Описание
Здание двухэтажное кирпичное. Главным фасадом здание обращено на улицу Ленина (бывшая Великолуцкая). Первый этаж дома выполнен из плитняка, второй – кирпичный. Планировка анфиладная, асимметричная. Пропорции верхних окон искажены поздними ремонтами, на месте 2 окон пробиты новые дверные проёмы. Лестница, бывшая внутри дома, вынесена в пристройку, а восстановленная после войны крыша намного выше прежней.
Это один из ранних наугольных домов города, выстроенных по Генеральному плану 1778 года. Решение в стиле строгого классицизма. Облик здания демонстрирует удачный компромисс между вкусами XIX века и традициями домостроительства 1750—1770-х годов, о которых напоминают горизонтальные чердачные оконца, высокий многообломный карниз, попарное – согласно внутренней планировке – расположение окон. В отличие от последующих двухэтажных каменных домов, дом Викулина почти не выделялся масштабами из окружавшей его деревянной застройки.